# Низамудин Нишапури
Низамудин Хасан ел Нишапури (персијски: نظام الدین حسن نیشاپوری) умро је 1328/9. године. Био је персијски математичар, астроном, правник и песник, а бавио се и егзегезом. Његово пуно име гласи Низамудин Хасан ибн Мухамед ибн Хусеин Коми Нишапури. Низамудинов деда био је пореклом из Кома, града у данашњем Ирану, а он је рођен у Нишапуру.
Рано образовање Нишапурија, било је у родном Нишапуру, али се касније преселио у Табриз. Био је један од истакнутих ученика Кутбудина Ширазија и на његовим предавањима усавршио је знање из разних математичких дисциплина.

## Дела
Најпознатија дела Нишапурија су:
- аш-Шамсија фи ал-хисаб [Орнамент аритметике] на арапском језику. На почетку ове књиге написао је увод који се састоји из два дела и у њему најпре разматра дефиницију аритметике, као основног предмета, да би касније писао и о суштини бројева, о њиховој подели и различитим формама. Прву половину књиге поделио је на два поглавља, а друга половина књиге садржи четири поглавља.

- Та'бир ат-Тахрир који је коментар Тусијевог критичког прегледа Алмагеста.
- Коментар Иланијевог хороскопа, који се убраја међу најзначајнија ауторска дела Насирудина Тусија. Араџ је свој коментар назвао Разоткривачем истина Илханијевог хороскопа.